# Герб Советской Гавани
Герб муниципального образования городское поселение «Город Сове́тская Га́вань» Советско-Гаванского муниципального района Хабаровского края Российской Федерации.
Герб утверждён Решением № 54 Совета депутатов городского поселения «Город Советская Гавань» 15 сентября 2005 года.
Герб внесён в Государственный геральдический регистр Российской Федерации с присвоением регистрационного номера 2626.

## Описание герба
В зелёном поле обращённый влево трёхмачтовый корабль с распущенными парусами и флюгером на грот-мачте, сопровождаемый в оконечности звездой о восьми лучах, косвенные лучи которой короче; все фигуры серебряные.
Герб городского поселения Советская Гавань, может воспроизводиться в двух равно допустимых версиях: без вольной части и с вольной частью (четырёхугольником, примыкающим к верхнему правому углу щита) с воспроизведённым в нем гербом Хабаровского края.
Герб городского поселения Советская Гавань может воспроизводиться без короны и со статусной территориальной короной. Версия герба со статусной территориальной короной применяется после принятия Государственным геральдическим Советом при Президенте Российской Федерации соответствующего порядка включения в гербы муниципальных образований изображения статусных территориальных корон.

## Описание символики
23 мая 1853 года лейтенант Н. К. Бошняк открыл на побережье Татарского пролива залив (гавань) Хаджи. Залив оказался одной из лучших в мире естественной гаванью. 4 августа 1853 года известный флотоводец (будущий адмирал) Г. И. Невельской основал «военный его императорского высочества генерал-адмирала великого князя Константина пост», а залив стал именоваться «Императорская Гавань». Начальником поста был назначен Н. К. Бошняк. Это было первое русское поселение в этих местах.
Корабль в гербе — символ легендарного фрегата «Паллада», который был затоплен в бухте Постовая Императорской гавани. В 1853-56 годах Россия воевала с Османской империей, на стороне которых выступали Англия и Франция (осада Севастополя), поэтому адмирал Тихоокеанского флота Е. В. Путятин после посещения с дипломатическим визитом Японии и возвращения на «Палладе» к российским берегам решил затопить корабль, чтобы он не был захвачен англо-французской эскадрой.
В настоящее время построен прототип этого фрегата ставший учебным судном по воспитанию моряков. Поэтому фрегат является также символом связи прошлого с настоящим.
В 1922 году залив и посёлок стали именоваться «Советская Гавань», а в 1941 году разросшемуся посёлку был присвоен статус города. Длительное время порт Советская Гавань являлся одной из баз Тихоокеанского военно-морского флота.
Восьмиконечная звезда — аллегория знака «Роза ветров» символизирует мореплавание, устремлённость в достижении целей, спасительную звезду надежды на лучшее будущее.
Сине-зелёный цвет символизирует природу, надежду и здоровье.
Белый цвет — символ простоты, совершенства, мудрости, благородства, мира.

## История герба

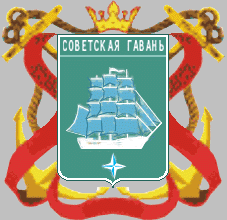
Герб Советской Гавани (1999 год)

Первая официальная информация о гербе города относится к 1999 году.
В соответствии с Уставом Советско-гаванского муниципального района,
принятого решением Собрания депутатов 27 декабря 1999 года и зарегистрированным постановлением № 427 Законодательной Думы Хабаровского края 2 марта 1999 года район использовал герб города Советская Гавань.
Во второй статье Устава о гербе (эмблеме) Советско-Гаванского муниципального района записано:
«Город Советская Гавань имеет герб.
Герб представляет собой щит, имеющий сине-зелёное поле, на нем изображён фрегат Паллада серебристого цвета, который повернут влево, под ним — роза ветров. В верхней части щита надпись — Советская Гавань.
Щит расположен на двух скрещённых золотых якорях с линиями (скорее всего описка, следует читать „линями“ — ред.), перевитыми алыми лентами, и увенчан короной с фамильного герба лейтенанта Бошняка, первооткрывателя Императорской Гавани, ныне Советской Гавани.
Содержание герба выражает сочетание двух исторических эпох и приморский характер города. Герб города используется согласно Положению о гербе города с районом».
15 сентября 2005 года Решением № 54 Совета депутатов городского поселения «Город Советская Гавань» было принято Положение об эмблеме (гербе) города Советская Гавань и порядке его использования. Геральдическое описание герба города Советская Гавань полностью повторяло текст описания герба в Уставе Советско-Гаванского муниципального района 1999 года.
В Положении также сказано, что: «В целом герб города Советская Гавань символизирует:
— преемственность исторических и трудовых традиций;
— благоразумие, справедливость и верность идеалам;
— уверенность в будущем, стабильность и развитие города Советская Гавань».
Герб Советской Гавани и его описание были доработаны при содействии Союза геральдистов России.
Авторы герба: идея герба — Владимир Козлов (п. Заветы Ильича Советско-Гаванского района); геральдическая доработка: Константин Мочёнов (г. Химки); обоснование символики: Вячеслав Мишин (Химки); компьютерный дизайн: Галина Русанова (Москва).
31 октября 2006 года Геральдический совет при Президенте Российской Федерации своим решением (протокол № 33) внёс герб в Государственный геральдический регистр Российской Федерации.